# Musik-Almanach
Der Musik-Almanach war das erste Nachschlagewerk zum institutionalisierten Musikleben in Deutschland. 1986 erstmals publiziert, erschien er zwei Jahrzehnte regelmäßig alle drei bis vier Jahre; er wurde vom Deutschen Musikrat herausgegeben.
In seiner doppelten Funktion als Dokumentation der Infrastruktur des Musiklebens und als komprimierte Datensammlung mit praktischem Gebrauchscharakter stellte der Musik-Almanach Basisinformationen zu allen Bereichen der Musikkultur bereit.
2007 erschien der Musik-Almanach letztmals in gedruckter Form. Seitdem sind seine Inhalte in stets aktualisierter Form auf der Website des Deutschen Musikinformationszentrums zugänglich.

## Inhalt
Auf über 1.500 Seiten und in rund 70 Kapiteln stellte der Musik-Almanach die Institutionen und Einrichtungen des Musiklebens systematisch vor. Detaillierte Angaben zu ihren Tätigkeiten, Arbeitsergebnissen und Leitungsstrukturen gehörten ebenso dazu wie Adressdaten, Telefon- und Internetverbindungen. Aufgelistet waren neben den staatlichen und kommunalen Einrichtungen die kulturpolitischen Gremien bis hin zur europäischen Entscheidungsebene, Aus- und Fortbildungsinstitute, Förder- und Forschungseinrichtungen, Orchester und Musiktheater, Behörden und Verbände, Stiftungen, Unternehmen der Musikwirtschaft wie der Musikhandel, Medien aller Art. Berücksichtigt wurden auch die wiederkehrenden Festspiele, Festivals und Fachkongresse.
Neben der Dokumentation des Musiklebens in Deutschland vermittelte der Musik-Almanach Grundinformationen über europäische Musikorganisationen sowie über Informations- und Kontaktstellen zum Musikleben in Europa.
Ergänzt wurde der lexikalische Teil durch statistisches Material, Strukturdaten und Sachdarstellungen von Fachautoren, deren Themen vom Laienmusizieren über Fragen der musikalischen Bildung bis hin zur Musikwirtschaft reichen.

## Online-Recherche
Die Inhalte des Musik-Almanachs waren zunächst auch, seit Einstellen der Printausgabe ausschließlich über das Online-Angebot des Deutschen Musikinformationszentrums abrufbar.

## Ausgaben
- Musik-Almanach 1986/87: Musikleben in der Bundesrepublik Deutschland, hrsg. von Andreas Eckhardt, Richard Jakoby, Eckart Rohlfs für den Deutschen Musikrat, Kassel/Regensburg, Bärenreiter-Verlag/Gustav Bosse Verlag, 1986.
- Musik-Almanach 1990/91: Musikleben in der Bundesrepublik Deutschland, hrsg. von Andreas Eckhardt, Richard Jakoby, Eckart Rohlfs für den Deutschen Musikrat, Kassel/Regensburg, Bärenreiter-Verlag/Gustav Bosse Verlag, 1989.
- Musik-Almanach 1993/94: Daten und Fakten zum Musikleben in Deutschland, hrsg. von Andreas Eckhardt, Richard Jakoby, Eckart Rohlfs für den Deutschen Musikrat, Kassel/Regensburg, Bärenreiter-Verlag/Gustav Bosse Verlag, 1992.
- Musik-Almanach 1996/97: Daten und Fakten zum Musikleben in Deutschland, hrsg. von Andreas Eckhardt, Richard Jakoby, Eckart Rohlfs für den Deutschen Musikrat, Kassel/Regensburg, Bärenreiter-Verlag/Gustav Bosse Verlag, 1995.
- Musik-Almanach 1999/2000: Daten und Fakten zum Musikleben in Deutschland, hrsg. von Andreas Eckhardt, Richard Jakoby, Eckart Rohlfs für den Deutschen Musikrat, Kassel/Regensburg, Bärenreiter-Verlag/Gustav Bosse Verlag, 1999.
- Musik-Almanach 2003/2004: Daten und Fakten zum Musikleben in Deutschland, hrsg. von Andreas Eckhardt, Richard Jakoby, Eckart Rohlfs für den Deutschen Musikrat, Kassel/Regensburg, Bärenreiter-Verlag/Gustav Bosse Verlag, 2002.
- Musik-Almanach 2007/2008: Daten und Fakten zum Musikleben in Deutschland, hrsg. vom Deutschen Musikrat, Regensburg, ConBrio, 2006.